# 贵州黄堇
贵州黄堇（学名：Corydalis parviflora）为罂粟科紫堇属下的一个种。其种加词“parviflora”意为“小花的”。